# ナチス・ドイツとホロコーストによる同性愛者迫害

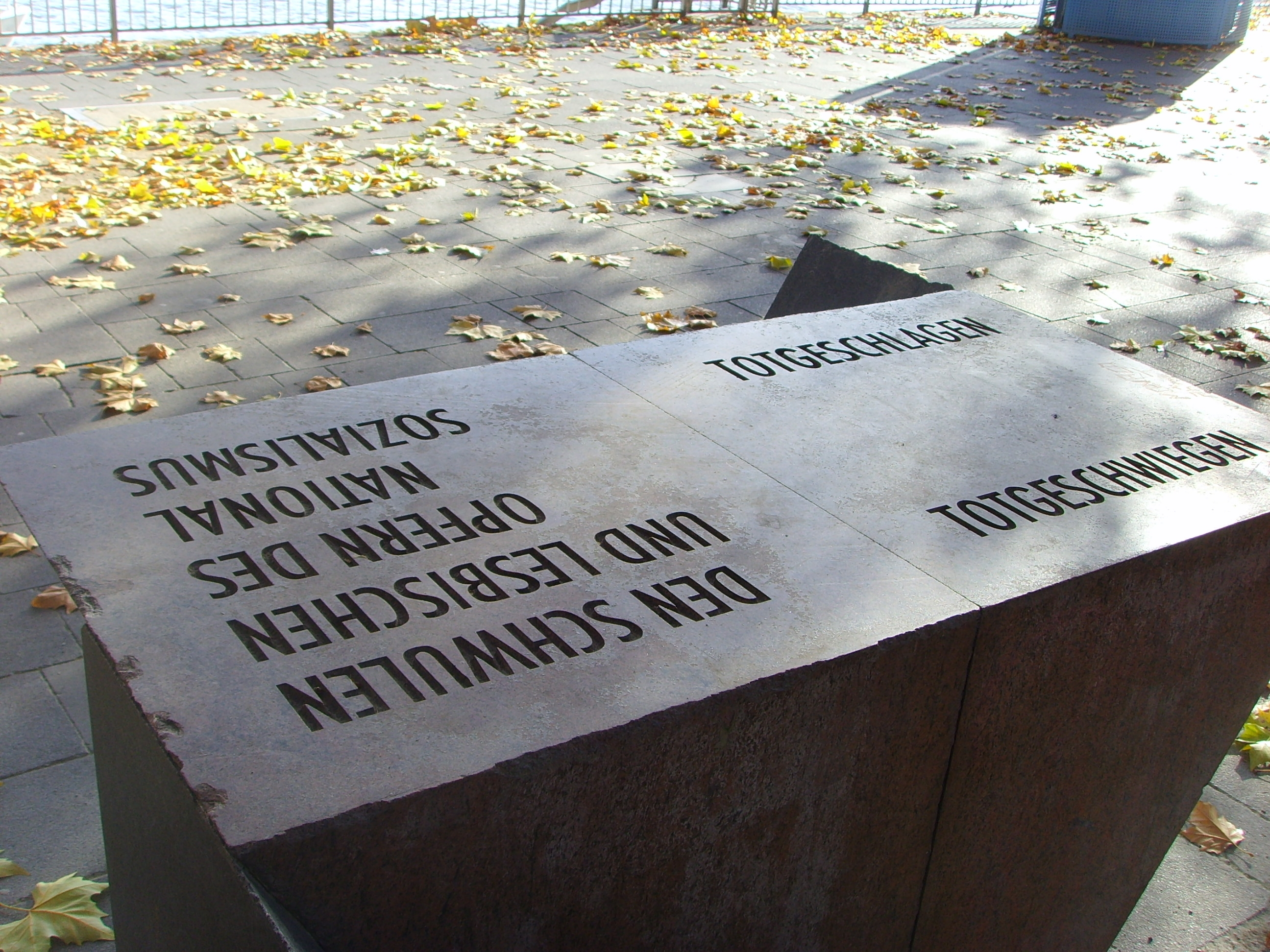
ケルンの国家社会主義によるゲイとレズビアンの犠牲者への記念碑

ゲイ・プライドと同性愛者の権利シンボルとしてホットピンクで描かれたピンク・トライアングルは、もともとはピンクでレンダリングされ、下向きになっており、同性愛者を表すための記号として、ナチスの強制収容所のバッジで用いられていた。

本項では、ナチス・ドイツとホロコーストによる同性愛者迫害について述べる。

## 概要
ドイツのナチス党とアドルフ・ヒトラーの誕生に伴い、ゲイの男性やレズビアンは、ナチスが標的とする数多くのグループのうちの2つとなり、最終的にはホロコーストの犠牲者となった。1933年にゲイ組織が禁止され、同性愛に関する学術書（ユダヤ人ゲイの権利運動家マグヌス・ヒルシュフェルトが発行するInstitut für Sexualwissenschaftなど）が焚書され、ナチス党内の同性愛者が殺害された。ゲシュタポは同性愛者のリストを編集し、同性愛者は性的に「ドイツの基準」に従うように強制された。
1933年から1945年の間に、約10万人の男性が同性愛者として逮捕され、その内約5万人が公式に刑を言い渡された。これらの男性のほとんどは通常の刑務所に拘禁されていたが、ナチスの強制収容所でも5000～15000人が投獄されたと推定されている。収容所の5000人から15000人の内何人が死亡したかははっきりしていないが、有力な学者であるリュディガー・ロートマンは、強制収容所での同性愛者の死亡率は60％に達したと考えている。収容所内の同性愛者は、他の捕虜たちから異例の残虐な扱いを受けた。
戦後、強制収容所に投獄された同性愛者の救済はほとんどの国で認められず、ナチス時代の証拠に基づいて再逮捕され投獄された者もいた。ドイツ政府は2002年までゲイ・コミュニティに謝罪せず、1980年代までこのエピソードを認めなかった。
しかし、現代においても未だに論争を引き起こしている。2005年、欧州議会はホロコーストに同性愛者に対する迫害を含む決議を採択した。